# Prelude to Ecstasy
Prelude to Ecstasy ist das Debüt-Album der britischen Indie Rock Band The Last Dinner Party, welches am 2. Februar 2024 von Island Records veröffentlicht wurde. Das Album wurde von James Ford produziert und beinhaltet die Singles "Nothing Matters", "Sinner", "My Lady of Mercy", "On Your Side", "Ceasar on a TV Screen" und "The Feminine Urge". Die Band tourte von Januar bis Juli 2024 erst im Vereinigten Königreich und dann in Europa, um das Album zu präsentieren.
Das Album bekam von den Kritikern positive Bewertungen und debütierte auf Platz eins der UK Album Charts. Es war das in Großbritannien am besten verkaufteste Debüt-Album seit Communion by Years & Years vor neun Jahren. Außerdem wurde es 2024 für den Mercury Prize nominiert.

## Hintergrund
In einer Pressemitteilung wurde das Konzept des Albums als "Pendel, welches zwischen den Extremen menschlischer Emotionen schwingt, von Ekstase der Leidenschaft zur Erhabenheit des Schmerzes" ("pendulum which swings between the extremes of human emotion, from the ecstasy of passion to the sublimity of pain"). Die Band teilte außerdem mit, dass sie Eingeständnisse direkt von Tagebuchseiten offen gelegt hätten und ein Orchester beschworen, dass ihre Vision zum Leben brachte ("laid bare confessions directly from diary pages, and summoned an orchestra to bring our vision to life"). Sie nennen es ihre größte Ehre und seien stolz, diese Darbringung der Welt zu präsentieren, es sei alles was sie sind ("greatest honour and pride to present this offering to the world, it is everything we are").

## Singles
Die Debüt-Single der Band, "Nothing Matters", erreichte die Top 10 der US Adult Alternative Airplay Charts im September 2023 und Platz 16 in den UK Singles Charts im Februar 2024.

## Kritiken

### Englischsprachiger Raum
Laut dem Rezensionsportal Metacritic bekam Prelude to Ecstasy "allgemeinen Beifall" ("universal acclaim") und eine durchschnittliche Bewertung von 84 von 100 bei einundzwanzig Kritikern.
AllMusic bewertete das Ablum mit 4 von 5 Sternen, seine Nutzer sogar mit 4,5 von 5 Sternen. In einer Rezension für das DIY-Magazin lobte Lisa Wright die 96-sekündige Overtüre, die dem Album vorangestellt ist, und die "dich von der langweiligen alten Realität loslöst und in deren (die Band) Fantasia-Version versetzt." Sophia McDonald bewertete das Album in einer Rezension für The Line of Best Fit mit einer 8/10. Sie vergleicht den Stil des Albums mit der Musik von Künstlern wie Florence + The Machine oder Hozier und schreibt, dass "dieses Debüt der Soundtrack zu einer modernen Shakespeare Tragödie" sein könnte. Für MusicOMH beschrieb David Murphy das Album als "abwechslungsreich, aber außnahmslos kühn" und den Stil der Band als einen Mix aus Klassik und Pop. In einem Artikel über das Album charakterisiert Sophie Williams (NME) es als "extravagant, unterhaltsam und komplett eigen" ("flamboyant, fun and totally distinct") und vergleicht den rasanten Aufstieg der Band mit dem von Wet Leg. Als "vor-apokalyptisches Banket" wurde das Album von Ellie Robertson in einem Artikel in der Zeitschrift The Skinny beschrieben - und "jedes Lied ist ein Gang serviert auf einem Silberteller." Für sie nahm die Band "die Langeweile des alltäglichen Lebens und erhebt sie zu dionysische Höhen." Auch in einer Kritik des Record Collector wird das Album gelobt und als "eigenartiger Herausforderer für Mainstream-Sensationen" bezeichnet. Das Album wird hier vergliechen mit "The Lexicon of Love" von ABC und "Dog Man Star" von Suede, gelobt werden Georgia Davies Basskünste, die Alex James gleichen sollen, und die "breitgefächerte Stimme" und "lebhaften" Texte der Abigail Morris.
Uncut beschrieb das Album als "ein reiches düsteres Baroque Pop Set voller romantischem Drama. Streicher, Klavier und Keyboard kombinieren sich mit einer facettenreichen Gitarre in Lieder die, wenngleich sie einnehmend sind, ins Überladene tendieren." Laura Snapes schrieb für die Zeitung Pitchfork, dass das Album "Baroque Pop und Progressive Rock von damals" vereint, "aber, trotz seiner ganzen großen Dramatik, klingen die Ergebnisse manchmal zu sorgfältig geplant und neugierig professionell". Ihrer Meinung nach sind es für Lieder, die sich mit der "emotionalen Gewalt, die sich an Frauen und queere Menschen richtet" beschäftigen, "nicht genug Chaos im proggressiven Können" der Band.

### Deutschsprachiger Raum
Auch in deutschen Zeitschriften und Musik-Magazinen wurde Album größtenteils positiv bewertet und der rasante Aufstieg der Band mit Staunen beobachtet. So schrieb beispielsweise Franz Naumann für besubjective!, nachdem er mehrere Konzerte der Band besucht hatte, dass The Last Dinner Party "vollständig aus dem Nichts" kam und nun "seit letztem Herbst pausenlos über ihre Songs, ihre Ästhetik und ihr Talent" gesprochen wird. Er sieht zwischen den Fans der Band große Überschneidungen zu Künstlern wie Ethel Cain und nennt den Song "Nothing Matters" den "go-to Track der Band". In seiner Rezension für den Rolling Stone beschreibt Jan Jekal den Stil des Albums als "stimmungsvollen Gothic-Glam-Rock", kritisiert jedoch, dass "einige dynamische Wechsel etwa wirken wie um Weirdness bemüht." In einer Rezension auf Zeit Online beschreibt Tino Posselt das Debütalbum als "eine Zumutung der prachtvollsten Art".

## Titelliste
Alle Lieder wurden von Georgia Davies, Lizzie Mayland, Abigail Morris, Aurora Nishevci und Emily Roberts geschrieben. Für die Lieder 2–5 und 8–11 war Rhys Downing Co-Autor.
| Nr.          | Titel                   | Länge |
| ------------ | ----------------------- | ----- |
| 1.           | Prelude to Ecstasy      | 1:36  |
| 2.           | Burn Alive              | 3:21  |
| 3.           | Caesar on a TV Screen   | 3.49  |
| 4.           | The Feminine Urge       | 3:26  |
| 5.           | On Your Side            | 4:27  |
| 6.           | Beautiful Boy           | 3:47  |
| 7.           | Gjuha                   | 1:29  |
| 8.           | Sinner                  | 2:56  |
| 9.           | My Lady of Mercy        | 2:55  |
| 10.          | Portrait of a Dead Girl | 4:57  |
| 11.          | Nothing Matters         | 3:01  |
| 12.          | Mirror                  | 5:24  |
| Gesamtlänge: | Gesamtlänge:            | 41:08 |

| Nr.          | Titel                                                         | Länge |
| ------------ | ------------------------------------------------------------- | ----- |
| 13.          | Caesar on a TV Screen (Acoustic)                              | 3:34  |
| 14.          | Sinner (Acoustic)                                             | 3:14  |
| 15.          | My Lady of Mercy (Acoustic)                                   | 2:58  |
| 16.          | Nothing Matters (Acoustic, Live from Studio Brussel)          | 3:05  |
| 17.          | Mirror (Acoustic, Live from The Brudenell Social Club, Leeds) | 4:47  |
| 18.          | This Town Ain't Big Enough for Both of Us                     | 3:11  |
| 19.          | Up North (Live from Hebden Trades Club)                       | 3:31  |
| 20.          | Wicked Game (Live from Showbox Sodo, Seattle)                 | 3:39  |
| 21.          | Army Dreamers (Live from Studio Brussel)                      | 2:10  |
| Gesamtlänge: | Gesamtlänge:                                                  | 30:09 |

## Personen

### Bandmitglieder
- Georgia Davies – Bass (alle Lieder), zusätzlicher Gesang (Lieder 1, 4, 6–11)
- Lizzie Mayland – zusätzlicher Gesang (all Lieder), Gitarre (Lieder 1–6, 8–12), Flöte (3, 6)
- Abigail Morris – Gesang (1–6, 8–12), zusätzlicher Gesang (Lied 7)
- Aurora Nishevci – Gesang (7), zusätzlicher Gesang (Lieder 1, 2, 4, 6, 8–11), Orgel (1, 3–5, 7–12), Klavier (1–6, 8–12), Synthesizer (1–5, 8–12), Dirigentin (2–4, 10, 12), Streicher Arrangement (11)
- Emily Roberts – Gitarre (alle Lieder), zusätzlicher Gesang (Lieder 1, 4, 6, 8–11), Flöte (3, 6), Mandoline (7)

### Zusätzliche Musiker
- Alex Marshall - Cello (1–4, 10, 12)
- Midori Jaeger - Cello (1–4,10, 12)
- Sam Becker - Doppel-Bass (1–4, 12)
- Jenny Ames - Violine (1–4, 10, 12)
- Richard Jones - Violine (1–4, 10, 12)
- Zami Jalil - Violine (1–4, 10, 12)
- Aleksandra Mansurova - Violine (1–4, 10, 12)
- Chihiro Ono - Violine (1–4, 10, 12)
- Emma Smith - Violine (1–4, 10, 12)
- Freya Goldmark - Violine (1–4, 10, 12)
- Lucy Wilkins - Violine (1–4, 10, 12)
- Paloma Deike - Violine (1–4, 10, 12)
- Phil Granell - Violine (1–4, 10, 12)
- Rosie Tompsett - Violine (1–4, 10, 12)
- Pasha Mansurov - Flöte (1–3, 6, 12)
- Elsa Bradley - Pauke (1–3), Röhrenglocken (1, 5)
- Serafina Steer - Harfe (1, 3, 5, 11)
- Alistair Goodwin - Bass Posaune (1, 3, 8, 11, 12)
- Robyn Blair - Horn (1, 3, 8, 11, 12)
- Bradley Jones - Trompete (1, 3, 8, 11, 12)
- Lucy Humphris - Trompete (1, 3, 8, 11, 12)
- Christ Brewster - Posaune (1, 3, 8)
- Ashley Myall - Fagott (1, 12)
- Rocío Bolaños - Klarinette (1, 12)
- Philip Howarth - Oboe (1, 12)
- James Ford - Schlagzeug (1, 2, 4–12)
- Rebekah Rayner - Schlagzeug (3)

### Technik
- James Ford – Produzent
- Chris Gehringer – Mastering
- Alan Moulder – Mixing
- Jimmy Robertson – Toningenieur

## Chartplatzierungen
| Jahr | Titel              | Höchstplatzierung, Gesamtwochen, AuszeichnungChartplatzierungen (Jahr, Titel, Platzierungen, Wochen, Auszeichnungen, Anmerkungen) | Höchstplatzierung, Gesamtwochen, AuszeichnungChartplatzierungen (Jahr, Titel, Platzierungen, Wochen, Auszeichnungen, Anmerkungen) | Höchstplatzierung, Gesamtwochen, AuszeichnungChartplatzierungen (Jahr, Titel, Platzierungen, Wochen, Auszeichnungen, Anmerkungen) | Höchstplatzierung, Gesamtwochen, AuszeichnungChartplatzierungen (Jahr, Titel, Platzierungen, Wochen, Auszeichnungen, Anmerkungen) | Anmerkungen                           |
| Jahr | Titel              | DE | AT | CH | UK | Anmerkungen                           |
| ---- | ------------------ | --- | --- | --- | --- | ------------------------------------- |
| 2024 | Prelude to Ecstasy | DE15 (3 Wo.)DE | AT9 (5 Wo.)AT | CH10 (5 Wo.)CH | UK1 (8 Wo.)UK | Erstveröffentlichung: 2. Februar 2024 |

## Prelude to Ecstasy: Acoustics and Covers
Am 28. August 2024 veröffentlichte die Band eine Coverversion des Sparks Song "This Town Ain't Big Enough for Both of Us" - die Lead-Single für Prelude to Ecstasy:Acoustics and Covers. Die Veröffentlichung beinhaltete das komplette ursprüngliche Album inklusive neun Bonus Tracks. Diese beinhalteten Akustik-Versionen der eigenen Lieder, Live-Aufnahmen von Covern und die Studioversion von "This Town Ain't Big nough for Both of Us". Das Album wurde in limitierter Edition als bernsteinfarbenen Vinyl auf der Website der Band verkauft und am 11. Oktober 2024 als CD, auf Streaming-Diensten und als digitaler Download veröffentlicht.

## Prelude to Ecstasy – A Short Film by the Last Dinner Party
Im August 2024 gab die Band die Veröffentlichung von Prelude to Ecstasy - A Short Film by the Last Dinner Party bekannt, welche am 12. September 2024 folgte. Fans konnten sich vorher für Tickets für die Premiere registrieren und den Kurzfilm zusammen mit der Band in Soho, London schauen. Der Film wurde am gleichen Tag auf YouTube hochgeladen.